# Pin-Bot
Pin-Bot is een videospel voor het platform Nintendo Entertainment System. Het spel werd uitgebracht in 1990. 